# Mall Zofri
Mall Zofri es el Centro Comercial ZOFRI, dentro del barrio industrial de Zona Franca de Iquique, en la Región de Tarapacá, en el extremo norte de Chile, instalado en 1976, que cuenta con 7 etapas construidas, 4 niveles de estacionamientos, y un gran patio de comidas. Su amplia variedad de productos y marcas a un precio muy económicos y exentos de IVA (Impuesto al valor agregado) lo hacen muy atractivo, tanto para inversionistas y retailers, como para los miles de consumidores que lo visitan día a día.

## Origen
La historia de la Zofri se puede relacionar con la antigua industria del salitre en Chile; de hecho, el primer galpón se ubicaba en 1975 en la calle Patricio Lynch, pues el recinto comercial fue inaugurado al año siguiente, en 1976, los productos son importados principalmente desde China e India, cuenta con numerosos galpones de distintos rubros y marcas, la mayoría pequeñas y algunas de ellas atendidos por sus propios dueños de diversas nacionalidades, por lo que atrae a decenas de millares de turistas diariamente.

## Infraestructura
Al recorrer dentro del recinto se nota los contrastes a medida que pasamos de etapas, las más antiguas se caracterizan por tener locales pequeños y pasillos estrechos, al ir avanzando se da cuenta de que los locales son más grandes, y de mayor prestigio con marcas exclusivas y los pasillos más anchos.
En el antiguo patio de comidas se aprecia un techo en forma de una gran carpa que permite ver a los transeúntes el casi raso cielo iquiqueño, con casi absoluta improbabilidades de lluvia.
También hay lugares hecha especialmente para los niños, el local Happyland, donde se puede pasar horas de diversión.
Mall Zofri ofrece una completa y moderna infraestructura para hacer de las compras una experiencia única en su tipo, contando con una nueva plaza de comidas, cafeterías, centros de llamados e internet, casas de cambio, bancos, correo, áreas de descanso y estacionamientos. También cuenta con un área exclusiva de venta de repuestos y accesorios para vehículos (conocido como Zofripart).

## Eventos
Como en todo gran centro comercial, a los clientes se les brinda beneficios mediante ofertas, sorteos, concursos, exposiciones, show de primer nivel, con destacados artistas locales y nacionales, todo eso pensado para el deleite del público que asiste fielmente al recinto.

## Etapas
| Etapas | Superficie | Inversión       | Fecha Inauguración   |
| ------ | ---------- | --------------- | -------------------- |
| 1      | ¿?         | ¿?              | 12 de junio de 1976  |
| 2      | ¿?         | ¿?              | ¿?                   |
| 3      | ¿?         | ¿?              | 1990                 |
| 4      | 10.000 m²  | ¿?              | 1998                 |
| 5      | ¿?         | ¿?              | ¿?                   |
| 6      | 3.000 m²   | US$ 7.370.614-  | 2009                 |
| 7      | 16.000 m²  | US$ 24.000.000- | 26 de junio de 2014. |

## Ingresos
Las ventas en Zona Franca superó los US$ 3.000 millones en el año 2013, superando en un 0,2 % en lo que fue el 2012, por lo que anualmente de las enormes ganancias se aportan a las comunas de Iquique y Alto Hospicio la módica suma de CL$ 4.000.000.000- (Cuatro mil millones de pesos chilenos).
Este gigante del comercio genera 36.000 puestos de trabajo, tanto a chilenos como a residentes extranjeros e inmigrantes que buscan una mejor calidad de vida en Iquique.
Se logran ventas por una suma cercaba a los US$ 264 millones, lo que lo transforma en el centro comercial del país con mayor venta por metro cuadrado, alcanzando a UF 22 (CLP$ 547.888 en el mes de mayo de 2015).